# Vestsahara
 Der er for få eller ingen kildehenvisninger i denne artikel, hvilket er et problem. Du kan hjælpe ved at angive troværdige kilder til de påstande, som fremføres i artiklen.

 Denne artikel bør gennemlæses af en person med fagkendskab for at sikre den faglige korrekthed.
    Det bør tydeliggøres at denne artikel handler om Vestsahara og ikke om Saharawiske Arabiske Demokratiske Republik

Vestsahara (arabisk: الصحراء الغربية, tr. aṣ-Ṣaḥrā’ al-Gharbīyah); officielt:Saharawiske Arabiske Demokratiske Republik (SADR)) er et landområde i det nordvestlige Afrika. Vestsahara er en tidligere spansk koloni, som både Marokko og frihedsbevægelsen Polisario kræver råderet over.

## Geografi
Vestsahara ligger mellem Marokko mod nord, Algeriet mod nordøst, Mauretanien mod øst og syd og Atlanterhavet mod vest. Landet har et areal på 266.060 km², har en 1.110 km kystlinje og 2.046 km lang grænse mod andre lande. Territoriet består for det meste af stenørken og har overvejende meget lidt vegetation.

## Demografi
Den oprindelige befolkning i Vestsahara, sahrawierne har stærke historiske bånd og familierelationer især med folk i det sydlige Marokko og det nordlige Mauretanien. Før den marokkanske besættelse bestod befolkningen næsten udelukkende af sahrawier. Da Marokko besatte territoriet militært i november 1975, flygtede størstedelen af befolkningen til flygtningelejre i Algeriet, hvor de fortsat bor. Marokko har siden sin besættelse flyttet en stor bosættelsesbefolkning ind i landet, hvor de i dag udgør flertallet af befolkningen.
Majoriteten af den saharawiske befolkning (mellem 120.000 og 170.000) bor i dag i de sahrawiske flygtningelejre i Tindouf i Algeriet. Den del af befolkningen, som bor i det besatte Vestsahara, er i mindretal i deres eget land på grund af den store indflyttede marokkanske befolkning.

## Stat og politik
Vestsahara var tidligere en spansk koloni. I 1975, endnu før spanierne havde trukket sig ud af området, besatte Marokko den nordvestlige del af Vestsahara, og Mauretanien den sydvestlige del. Efter at Mauretanien trak sig ud af området, besatte Marokko også denne del. Modstandsbevægelsen, Polisario, som tidligere havde kæmpet mod spanierne, indledte en guerillakrig mod de to nye besættere Marokko og Mauretanien. En våbenhvile blev indgået i 1991.
Som en del af våbenhvileaftalen blev der enighed om at afholde en folkeafstemning i 1992. Ved afstemningen skulle lokalbefolkningen afgøre, om de ønskede, at området skulle forblive selvstændigt eller indlemmes i Marokko. Til trods for at parterne var blevet enige om, at en afstemning skulle afholdes, har Marokko siden forhindret denne i at finde sted. Dette er pga Algeriet har ønsket at også sahrawierne i Tindouf skulle indgå i afstemningen samtidig med Algeriet har samlet folk fra Mali, Niger og folk fra det sydlige Algeriet samt folk fra det store Sahara ørken ind i flygtningelejrene, for således vil Algeriet tippe afstemningen til fordel for et selvstændigt Vest Sahara. 
Siden området blev besat, har flertallet af Vestsaharas tidligere indbyggere boet i flygtningelejre i det sydvestlige Algeriet, og her holder også en eksilregering til (i Tindouf).
Siden marokkanske styrker rykkede ind i området, har Marokko bygget en 2.200 km lang mur gennem Vestsahara, som deler territoriet i to. Med 5-10 kilometers afstand er der anlagt marokkanske militærbaser, som skal beskytte muren. Muren forhindrer befolkningen i de besatte områder fra at komme i kontakt med befolkningen i flygtningelejrene i Algeriet.
Territoriet er i dag folkeretsligt omstridt. Både Marokko og Polisario gør krav på området. Eftersom området aldrig blev selvstændigt efter det spanske koloniherredømme, behandles Vestsahara i dag i FN som Afrikas sidste uløste kolonispørgsmål.
Efter at området blev besat, udråbte eksilregeringen i Algeriet Den Sahrawiske Arabiske Demokratiske Republik. Denne republik er blevet anerkendt af henved 70 stater og er medlem af den Afrikanske Union.

## Økonomi
Til trods for at Vestsahara for det meste består af ørken og halvørken, er landområdet rigt på naturressourcer. Befolkningen er traditionelt nomadisk. Vestsahara har blandt andet verdens rigeste fiskeforekomster og store fosfatminer. Det formodes, at der befinder sig store olie- og gasreserver i havbunden ud for landets kyst. Al økonomisk aktivitet i Vestsahara er kontrolleret af den marokkanske regering, som tilbyder skattelettelser og subsidier til marokkanske bosættere i de besatte områder. Indkomsterne er alligevel betragteligt lavere end i Marokko. Korruption og politisk pres er et stort problem i landet. Dette til trods er der sket en enorm udvikling økonomisk og med hensyn til infrastruktur siden Marokko er rykket ind. Praktisk talt er området gået fra byer bestående af telte med en spansk politistation ved siden af sig til nuværende byer med infrastruktur på fuld højde med øvrige marokkanske byer.
Befolkningen i flygtningelejrene i Algeriet er afhængige af international bistand. Området, som lejrene befinder sig i, er udyrkbare områder af Sahara-ørkenen.

## Historie
I byen Tifariti i det nordøstlige Vestsahara er der fundet petroglyffer, hulemalerier og andre tegn på bosætninger, som er over 8.000 år gamle. Langs kysten er det sandsynligt, at der var bosættelser endnu tidligere.
Siden oprettelsen af Marokko som stat i 788 AD har området kaldet Vest Sahara været under diverse regerende marokkanske dynastier enten nominelt eller ved at afgive skatter eller ved at afgive skatter og soldater afhængig af aftaler med det regerende dynasti. Breve fra 1500-tallet viser, at Sultanen af Marokko ikke anså området som sit eget territorium pga han havde afgivet området til sin søn kronprinsen (noget der minder om ordningen: the Prince of Wales). Efter Berlinkonferencen blev territoriet i 1884 en spansk koloni under navnet Rio de Oro. Den sahrawiske befolkning i området gjorde væbnet modstand mod både franskmænd og spaniere. Flere frihedsbevægelser har gjort modstand lige frem til, at dagens frihedsbevægelse, Polisario, blev stiftet i 1973. Gennem væbnet modstand tvang de spanierne til at give efter for deres kamp og styrkede det internationale pres for, at kolonien skulle afvikles.
I 1974 startede Spanien processen med at give befolkningen selvbestemmelse.
Efter krigen mellem Marokko og SADR fra 1975 til 1991 er tre fjerdedele af territoriet i dag besat af Marokko (kysten og de vestlige dele), mens en fjerdedel er kontrolleret af SADR (ørkenområderne mod øst). Territoriets juridiske status er, at det behandles af FN som en koloni, hvor Spanien fremdeles er administrationsmagt, eftersom det som koloniherre ikke har fuldført sit ansvar med at give territoriet selvbestemmelse. Marokko er de facto administrationsmagt.